# Landgericht Eggenfelden
Das Landgericht Eggenfelden war ein von 1803 bis 1879 bestehendes bayerisches Landgericht älterer Ordnung mit Sitz in Eggenfelden im heutigen Landkreis Rottal-Inn. Die Landgerichte waren im Königreich Bayern Gerichts- und Verwaltungsbehörden, die 1862 in administrativer Hinsicht von den Bezirksämtern und 1879 in juristischer Hinsicht von den Amtsgerichten abgelöst wurden.

## Geschichte
Im Jahr 1803 wurde im Verlauf der Verwaltungsneugliederung Bayerns das Landgericht Eggenfelden errichtet. Dieses wurde nach der Gründung des Königreichs Bayern dem Unterdonaukreis zugeschlagen, dessen Hauptstadt Passau war.
Anlässlich der Einführung des Gerichtsverfassungsgesetzes am 1. Oktober 1879 wurde das Amtsgericht Eggenfelden errichtet, dessen Sprengel aus dem vorherigen Landgerichtsbezirk Eggenfelden gebildet wurde und folglich die damaligen Gemeinden Diepoltskirchen I, Diepoltskirchen II, Eggenfelden, Falkenberg, Gangkofen, Geratskirchen, Gern I, Gern II, Hammersbach, Hebertsfelden, Hickerstall, Hirschhorn, Huldsessen, Kirchberg, Kollbach, Langeneck, Linden, Lohbruck, Malling, Martinskirchen, Massing, Mitterskirchen, Obertrennbach, Panzing, Peterskirchen I, Reicheneibach, Rimbach, Rogglfing, Sallach, Staudach, Taufkirchen, Unterdietfurt, Unterhausbach, Wolfsegg und Wurmannsquick umfasste.